# Monika Szewczyk
Monika Szewczyk (ur. w Szczecinie) – kuratorka sztuki, od 1990 roku dyrektorka Galerii Arsenał. Autorka i kuratorka ponad 100 wystaw sztuki współczesnej.
W 2005 otrzymała Brązowy Medal „Zasłużony Kulturze Gloria Artis”, a w 2013 Nagrodę Artystyczną Prezydenta Miasta Białegostoku.